# Феликс Хаусдорф
Феликс Хаусдорф (Бон, 8. новембар 1868 — Вроцлав, 26. јануар 1942), био је немачки математичар. Сматра се једним од оснивача модерне топологије. Математику је студирао на универзитету у Лајпцигу и по завршетку прелази у Бон где ради као професор математике. 1942. године извршио је самоубиство заједно са својом женом јер му је као Јеврејину у Немачкој било неминовно да заврши у концентрационом логору.